# هان جین سوک
هان جین سوک (انگلیسی: Han Jin-sook؛ زادهٔ ۱۵ دسامبر ۱۹۷۹) بازیکن فوتبال است.
وی همچنین در تیم ملی فوتبال زنان کره جنوبی بازی کرده‌است.